# Dying Is Your Latest Fashion
Dying is your latest fashion (traducido como Morir es tu última moda) es el álbum debut de la banda post-hardcore de Las Vegas Escape the Fate. El título del álbum proviene de una línea en el coro de la canción Situations. Mandy Murders aparece en la portada del disco, así como en el video de Not Good Enough for Truth in Cliché. Es el único álbum con el vocalista Ronnie Radke.

## Producción y lanzamientos
El álbum fue lanzado el 26 de septiembre de 2006, por Epitaph Records, producido por Ryan Baker y Michael Baskette. El álbum contiene un sonido post hardcore, pasado por filtros y melódias screamo y emo. Las pistas 2, 7 y 10 fueron lanzadas originalmente en el EP Escape The Fate EP, el año 2005, luego se regrabaron para este álbum. Las pistas 4 y 5 fueron lanzadas originalmente el EP There's No Sympathy for the Dead, el año 2006, las canciones cuentan con los teclados de Carson Allen, se destacan que en esas pistas especialmente, se aprecia un metalcore, con guitarras y voces bien elaboradas, cabe destacar que Radke usa constantes Deathgrowls en The guillotine. Las demás canciones fueron pistas nuevas, nunca lanzadas antes. Se destaca la canción My apocalypse, por el solo de guitarra de Money. Make up es un bonustrack en la edición japonesa del disco, originalmente se grabó el demo de este para el Escape The Fate EP, la canción no contiene screams.
Not Good Enough for Truth in Cliché se lanzó como primer sencillo de este álbum, el 26 de septiembre, también cuenta con su video musical, donde la banda toca en un restorant abandonado. Situations se lanzó como segundo sencillo, el 20 de noviembre de 2007, también cuenta con un video musical, en el que la banda toca en una secundaria, similar al video Hot for Teacher de Van Halen. The Webs We Weave iba a ser lanzado en el 2008, como tercer sencillo, pero jamás se lanzó, por la salida de Ronnie Radke de la banda.

## Listado de canciones
Todas las canciones escritas y compuestas por Escape the Fate. 
| N.º   | Título                                                                                                | Duración |  |
| 1.    | «The Webs We Weave»                                                                                   | 2:54     |  |
| 2.    | «When I Go Out, I Want To Go Out On A Chariot of Fire» (originalmente llamada "Chariot of fire")      | 4:01     |  |
| 3.    | «Situations»                                                                                          | 3:08     |  |
| 4.    | «The Guillotine»                                                                                      | 4:32     |  |
| 5.    | «Reverse This Curse»                                                                                  | 3:41     |  |
| 6.    | «Cellar Door»                                                                                         | 4:36     |  |
| 7.    | «There's No Sympathy for the Dead» (originalmente llamada "I Can Swing a Mic Like Nobody's Business") | 5:25     |  |
| 8.    | «My Apocalypse»                                                                                       | 4:43     |  |
| 9.    | «Friends And Alibis»                                                                                  | 4:10     |  |
| 10.   | «Not Good Enough for Truth in Cliché»                                                                 | 3:50     |  |
| 11.   | «The Day I Left The Womb»                                                                             | 2:25     |  |
| 43:27 | |          |  |

| Japanese Bonus Track |                                              |          |  |
| N.º                  | Título                                       | Duración |  |
| 12.                  | «Make Up» (llamada también "Look Your Best") | 3:28     |  |

## Personal
| ETF - Ronnie Radke - voces - Bryan Money - guitarra principal, coros - Omar Espinosa - guitarra rítmica, coros - Max Green - bajo, coros - Robert Ortiz - batería, percusión, coros Producción - Michael "Elvis" Baskette - producción, masterización, mezcla - Ryan Baker - producción, masterización, ingeniería de sonido, otros | Músicos adicionales - Michael "Elvis" Baskette - teclados, sintetizadores, coros - Karen Schielke - programación - Lynn Lauer - chelo (en "There's No Sympathy For The Dead") |

## Posicionamiento
| Listas (2006)             | Posición |
| ------------------------- | -------- |
| US Top Heatseekers        | 12       |
| US Top Independent Albums | 19       |